# Pedro Palacios y Sáenz
Pedro Palacios y Sáenz (Navajún, La Rioja, 1 d'agost de 1847 - Madrid, 10 de maig de 1921) va ser un enginyer espanyol, membre de la Reial Acadèmia de Ciències Exactes, Físiques i Naturals.
Entre altres càrrecs, fou inspector general del Cos d'Enginyers de Mines, Director de l'Escola d'Enginyers de Mines i president del Consell de la Mineria d'Espanya. Formà part de la comissió del Mapa Geològic d'Espanya i va fer nombrosos estudis geològics sobre Navarra. Va rebre la gran creu de l'Orde d'Isabel la Catòlica i en 1898 fou escollit acadèmic de la Reial Acadèmia de Ciències Exactes, Físiques i Naturals, de la que en seria tresorer- Va prendre possessió el 1900 amb el discurs Consideraciones acerca de la influencia del terreno en la distribución de los vegetales.

## Obres
- Descripción física geológica y agrológica de la provincia de Soria
- La formación cambriana en el Pirineo navarro (1919)
- Los terrenos mesozoicos de Navarra (1919)